# Iron Munro
Iron Munro, nascido Arn Munro, é um super-herói da DC Comics criado por Roy Thomas em 1987 para a série Young All-Stars. Ele serviu em grande parte como substituto do Superman em histórias estabelecidas durante a Segunda Guerra Mundial após o evento Crise nas Infinitas Terras, que havia eliminado aparições do Superman nesse período.
Depois que Roy Thomas decidiu cancelar sua HQ ambientada na Segunda Guerra, All-Star Squadron, por causa das mudanças trazidas pela Crise, que eliminaram o multiverso original e o substituíram por uma única Terra e universo, ele criou uma série sucessora com uma nova equipe de super-heróis, chamada Young All-Stars. Iron Munro foi um dos vários personagens novos que Thomas criou como análogos para super-heróis populares que haviam sido removidos da continuidade. Ele substituiu o Superman, com poderes e aparência semelhantes. Munro foi inspirado por dois personagens da ficção pulp dos anos 1930 que, por sua vez, prefiguraram o Superman: o herói de ficção científica Aarn Munro, de John W. Campbell, que apareceu em quadrinhos como “Iron Munro”, e Hugo Danner, protagonista do romance Gladiator, de Philip Wylie, de 1930, que tinha poderes semelhantes aos do Superman e é frequentemente considerado uma inspiração para ele.  Em uma assentimento à dívida de Superman a Gladiator, Thomas fez Iron Munro ser o filho de Hugo Danner.
Young All-Stars não alcançou a mesma popularidade de All-Star Squadron, que apresentava personagens mais conhecidos da Era de Ouro dos quadrinhos. A série foi cancelada em 1989 por causa das baixas vendas, já que, ao ser publicada apenas no mercado direto (lojas especializadas), isso afetou negativamente seu desempenho. Mesmo assim, Iron Munro continuou a aparecer ocasionalmente nas publicações da DC Comics.

## Desenvolvimento
Entre 1981 e 1987, Roy Thomas escreveu a popular série All-Star Squadron da DC, ambientada na Terra-2, um universo paralelo baseado nos personagens da Era de Ouro dos anos 1940. All-Star Squadron mostrava uma equipe com versões da Terra-2 de personagens como Superman, Batman e Mulher-Maravilha lutando na Segunda Guerra Mundial. Em 1985, a DC lançou a saga Crise nas Infinitas Terras, que eliminou o Multiverso da editora em favor de uma nova continuidade unificada. Isso retirou o Superman e outros heróis do cenário da Segunda Guerra Mundial, e a DC cancelou All-Star Squadron em 1987.
A DC encarregou Thomas de escrever uma série sucessora com novos personagens. Ele criou Young All-Stars, apresentando uma nova equipe de super-heróis da era da Segunda Guerra. Seu conceito era de que a “energia deslocada” dos heróis removidos gerava análogos para substituí-los. Assim, a maioria dos novos membros representava os heróis que haviam saído da continuidade. Iron Munro substituiu o Superman, com poderes e aparência semelhantes; Flying Fox, Fury e Neptune Perkins substituíram Batman, Mulher-Maravilha e Aquaman, respectivamente.
Iron Munro foi inspirado em dois personagens da ficção pulp dos anos 1930. Seu nome vem de Aarn Munro, herói do romance de ficção científica The Mightiest Machine, de John W. Campbell, publicado em 1934. O personagem de Campbell possuía força e agilidade incríveis por ter crescido em Júpiter, um planeta de gravidade elevada, a mesma explicação usada nos primeiros anos do Superman. Curiosamente, isso é uma inversão do personagem John Carter, de Edgar Rice Burroughs, um terráqueo cuja força aumentava em Marte, por ser um planeta menor. Aarn Munro apareceu na revista Shadow Comics como “Iron Munro” nos anos 1940. Além disso, Munro também é baseado em Hugo Danner, protagonista do romance Gladiator, de Philip Wylie. Visto como precursor e possível inspiração para o Superman, Hugo Danner também tinha força sobre-humana, velocidade e pele praticamente invulnerável. Em homenagem à ligação entre o Superman e Gladiator, Roy Thomas fez de Iron Munro o filho de Hugo Danner. Curiosamente, Roy Thomas já havia adaptado Gladiator diretamente para os quadrinhos na Marvel. A história foi publicada em Marvel Preview #9 (inverno de 1976), com arte de Tony DeZuniga, e seguia aproximadamente a primeira metade do romance. A edição apresentava o personagem sob o título Man-God.

## Histórico de publicação
Seguindo vagamente o romance Gladiator, os quadrinhos mostram que, em 1894, o cientista Abednego Danner injetou um soro experimental em sua esposa grávida. O filho deles, Hugo, nasceu com força sobre-humana, velocidade e invulnerabilidade quase total. Seus poderes o levaram por várias aventuras, mas o isolaram da humanidade, causando sofrimento. Eventualmente, Hugo simulou sua morte na Península de Yucatán e desapareceu. Ele voltou brevemente ao Colorado e teve um caso com sua antiga paixão do colégio, Anna Blake, que ficou grávida. Quando Hugo sumiu de vez, Anna casou-se com um jovem empresário chamado John Munro, que nunca soube que o filho não era seu. O menino, Arnold, começou a demonstrar superpoderes aos dez anos. Lembrando-se dos problemas de Hugo, Anna fez o filho prometer que manteria seus poderes em segredo até os dezoito anos.
Como jogador de beisebol no colégio de Indian Creek, Colorado, Munro ganhou o apelido de “Iron”. Quando era aluno do último ano, em abril de 1942, salvou os heróis TNT e Dan, o Dyna-Mite, de um acidente de carro em chamas. TNT morreu, mas Munro conseguiu levar Dyna-Mite a um hospital. Em seguida, Munro e outros novos “Young All-Stars” ajudaram o All-Star Squadron a derrotar o grupo Axis Amerika. O presidente Roosevelt pediu que Munro e os outros se juntassem ao Esquadrão, algo que ele relutou em fazer, mas acompanhou o grupo numa campanha de promoção de títulos de guerra pelos EUA.
Logo depois, Arn recebeu um diário misterioso escrito por Hugo Danner, seu pai. Ele soube sobre a vida difícil do pai como um dos primeiros “meta-humanos” do século XX. Isso levou o jovem herói a buscar o paradeiro do pai. Após ler o diário, Arn recorreu ao projeto secreto do governo, conhecido como Projeto M, exigindo saber onde ficava a “Ilha dos Dinossauros” mencionada no diário. Lá, ele conheceu Georgia Challenger, que o levou, em vez disso, para Maple White Land, na América do Sul. Surpreendentemente, encontraram Hugo Danner vivo, que havia criado um novo grupo de “descendentes”, os Sons of Dawn. Danner usou a fórmula do pai para dar poderes a esses filhos e comentou que os criadores do vilão Übermensch também haviam roubado essa fórmula.
Arn foi forçado a enfrentar seu pai quando Danner ordenou que os Sons of Dawn atacassem uma cidade brasileira. A força combinada do All-Star Squadron derrotou os Sons of Dawn e Danner foi morto.

## Legado
Durante a guerra, Iron Munro também conheceu sua futura esposa, a heroína Sandra Knight, a Lady Fantasma. Antes de se casarem, Sandra engravidou (algo que nunca revelou a Arn). Ela contou apenas ao herói Átomo (Al Pratt), que a ajudou a entregar a criança para adoção. Por engano, o hospital listou Al como pai da criança na certidão de nascimento. O filho foi batizado como Walter Pratt e mais tarde se tornou o pai de Kate Spencer (a atual vigilante Manhunter).
Após a guerra, Arn e Sandra passaram a trabalhar para o governo dos EUA, como membros da Argent, uma ramificação da O.S.S. Arn adotou o codinome “Gladiator One”. O casal se casou e enfrentou várias vezes seu antigo inimigo nazista, o Barão Blitzkrieg (que agora atendia apenas por “O Barão” e trabalhava para os soviéticos). Quando o casal teve um segundo filho, a criança foi sequestrada pelo Barão durante uma missão de Sandra na Polônia comunista. Acredita-se que a criança tenha sido morta.
O casal acabou se afastando, e em algum momento dos anos 1960, Phantom Lady desapareceu em uma missão secreta para a Argent. Embora Arn mais tarde tenha descoberto que ela estava viva, os dois nunca se reencontraram.
Arn se estabeleceu na Flórida com seu amigo Roy Lincoln (o Homem-Bomba). Lá, conheceu o jovem herói Grant Emerson (o Damage) e o ajudou a procurar seus pais biológicos. Por um tempo, pensou-se que Grant pudesse ser o filho perdido de Arn e Sandra. Eventualmente, descobriram que Damage era, na verdade, filho de Al Pratt e sua esposa.
Iron Munro continua atuando como aventureiro e aparentemente tem envelhecimento retardado. Durante a guerra contra Imperiex e Brainiac 13, o herói Sand recrutou um exército de All-Stars, do qual Arn fez parte. Depois, ele se uniu ao Homem-Bomba e ao Damage nos Freedom Fighters. Esse grupo foi dizimado, e Arn perdeu seu grande amigo Roy, morto pela Sociedade.
Recentemente, Sandra Knight descobriu o destino do filho que entregou para adoção, Walter Pratt. Ele se tornou um maníaco homicida. Sua filha, Katherine Spencer, tornou-se a nova Manhunter de Los Angeles. Walter morreu ao ser partido ao meio durante uma tentativa de teleporte. Sandra conheceu Kate Spencer e, meses depois, levou Arn para conhecê-la e conhecer também seu bisneto, Ramsey.
Iron Munro tornou-se membro da rede Supermen of America, após o Superman perceber que não poderia estar em todos os lugares ao mesmo tempo. Junto com outros heróis como Aço (Steel), Super-Chief, Supergirl e Superboy, ele possui um relógio de sinal para emergências. Munro também trabalha com a superpoderosa reabilitada Livewire e com Serling Roquette, funcionária dos Laboratórios S.T.A.R. Livewire também foi aceita na equipe.

## Poderes
Munro possui força e velocidade sobre-humanas, é invulnerável a ponto de armas de fogo leves causarem apenas hematomas, pode saltar quase um oitavo de milha, tem reflexos ampliados e envelhece em ritmo mais lento que os humanos comuns. Por isso, apesar de estar nos seus noventa anos, ainda aparenta ter trinta.